# Enrico La Loggia (1872-1960)
Enrico La Loggia (Cattolica Eraclea, 22 febbraio 1872 – Palermo, 7 febbraio 1960) è stato un politico e avvocato italiano.
Fu Deputato del Regno d'Italia.

## Biografia
Nato a Cattolica Eraclea, in provincia di Agrigento, figlio di Giuseppe e di Margherita Trolli, proveniente da una famiglia di proprietari terrieri ma, anche, di uomini impegnati nel sociale. Il padre Giuseppe era stato garibaldino e lo zio Gaetano, grande studioso di psichiatria e fondatore degli ospedali psichiatrici di Roma e di Palermo, era stato ministro con Garibaldi e luogotenente dello stesso in Sicilia. Sposò Provvidenza Coniglio, figlia del noto avvocato agrigentino Vincenzo Coniglio e dal matrimonio nacquero tre figli: Vincenzo, Giuseppe e Mario.
Il figlio, Giuseppe La Loggia, fu presidente della Regione siciliana dal 1956 al 1958 ed il nipote Enrico, ex Ministro di Forza Italia, fu presidente regionale della Federazione regionale delle cooperative.
Si laureò in Giurisprudenza a Palermo nel 1891 col massimo dei punti e la lode, discutendo una tesi sulla "Teoria della popolazione" che gli fece incassare gli elogi dell'economista Maffeo Pantaleoni. Fu infatti la tesi rimessa a quest'ultimo che la fece pubblicare nel Giornale degli Economisti e ristampare poi a Bologna (Ed. Fava e Garagnani). Agli inizi del 1900 fu assunto come redattore capo in un quotidiano di Palermo, "Il Siciliano", dove iniziò la sua attività pubblicistica. Continuò in questa, collaborando anche con "Il Giornale degli Economisti" e con la "Rivista di Politica e Scienze Sociali", diretta da Napoleone Colajanni, dove scrisse articoli critici sul sistema dottrinario socialista totalitario che molto appassionarono Luigi Pirandello.

### Ideologia politica
Enrico La Loggia, nei suoi scritti, elaborava un'idea moderna di socialismo, vale a dire un socialismo liberale e individualista, da concretizzarsi in istituti giuridico-sociali quali la cooperazione assistita pubblicisticamente, la piccola proprietà contadina, l'industrialismo artigianale, i borghi rurali autosufficienti e, soprattutto, un solido ordinamento democratico.
Temi estremamente delicati che lo porranno all'attenzione dell'opinione pubblica regionale e che tuttavia non lo distolsero da quell'attività scientifica e professionale.
Massone, n. di matricola 11.752, il 15.3.1898 fu elevato al grado di Maestro nella loggia "Tre Giganti" di Agrigento, del Grande Oriente d'Italia.

### Attività politica
Nel 1913, candidato alla Camera dei deputati nel collegio di Licata per il Movimento cooperativo, non riuscì ad essere eletto per pochi voti.
Leader del Partito socialista riformista, La Loggia si schierò nel 1914 a favore dell'intervento a fianco dei paesi dell'Intesa contro gli imperi centrali, giudicando che la guerra con la sconfitta dell'Austria-Ungheria avrebbe completato l'architettura risorgimentale.
Cambiate le regole elettorali, con l'introduzione del sistema proporzionale, Enrico La Loggia venne eletto nel 1919 deputato alla Camera della circoscrizione di Agrigento.
La sua presenza in Parlamento, fu molto vivace. Non solo diviene relatore d'importanti proposte di legge, fra l'altro la riforma del codice civile, ma è anche animatore di progetti che concretizza in proposte di legge come la riforma agraria o l'importante testo sulla regionalizzazione delle opere pubbliche in Sicilia. Proprio quest'ultimo testo può essere considerato, in nuce, un primo tentativo di riproporre un sistema di autonomia per la Sicilia.
Nel 1921, dopo lo scioglimento della Camera dei deputati, è rieletto deputato e viene gratificato con l'ingresso nel governo Facta come sottosegretario di Stato alle Finanze. È di questo periodo la presentazione di una proposta di legge, con l'adesione di 36 deputati siciliani, dove si chiedeva l'istituzione di un Commissariato per le Opere Pubbliche in Sicilia. Quattro anni dopo la stessa proposta fu rispolverata dal Regime, che aveva però mutato la dizione di Commissariato in Provveditorato e abolito l'intangibilità dei fondi, facendone così un puro organo burocratico.
Strenuo oppositore del regime fascista, nonostante le "violenze inaudite e… i brogli", così denuncia La Loggia, nel 1924 viene rieletto ancora una volta alla Camera.
Nel 1925, ritenutosi ingiuriato da alcune frasi del gerarca Achille Starace, lo sfida a duello. Un duello che si trasforma in beffa. Il giovane Starace non si presenta all'appuntamento e gli manda a dire, tramite i propri avvocati, che non intendeva toccare l'onorabilità di La Loggia «ma il suo contegno nei riguardi del regime».
«Se la fece sotto», concludeva La Loggia ogni volta che raccontava quella storia. In seguito a questo episodio, nello stesso anno, viene dichiarato decaduto. Fu sorvegliato speciale durante tutta la durata del regime, periodo in cui tornò alla professione di avvocato. Il fascismo, infatti, gli mise alle calcagna due agenti in borghese per circa venti anni. Si racconta che, quando La Loggia entrava in un bar, non ordinava mai un caffè ma tre. «Pagati - spiegava - per due signori che verranno dopo».

### L'Articolo 38 dello Statuto
Gli anni che vanno dal 1925 fino allo sbarco degli Alleati in Sicilia, vedono La Loggia chiudersi nel proprio studio agrigentino, con brevi puntate a Palermo, esercitando la professione di avvocato e dedicandosi agli studi giuridici.
Poi, nel 1943 si stabilisce definitivamente a Palermo. Nonostante i pressanti inviti non volle, però, far parte del CLN siciliano; voleva dare il suo contributo da studioso e da politico esperiente.
Fece poi parte della Consulta regionale siciliana, nata nel dicembre 1944, e della Commissione per l'elaborazione dello Statuto, istituita il 1º settembre 1945 in seno alla Consulta.
Fautore dell'Autonomia speciale, egli è uno dei protagonisti della stesura dello Statuto speciale della Sicilia che porta la sua impronta personale soprattutto nella redazione del famoso articolo 38 – quello che impegna lo Stato a versare una somma alla Regione a titolo di solidarietà nazionale – e che dà, alla carta fondamentale siciliana, una funzione riparatoria nei confronti dello Stato unitario.

### Gli ultimi anni
Gli ultimi anni lo videro impegnato come vice presidente della Cassa Centrale di Risparmio Vittorio Emanuele. Sino alla fine seppe tenere banco, temuto e rispettato com'era, seduto dietro la scrivania dell'ufficio studi della Cassa di Risparmio. Lì lo incontrò nel 1958 Indro Montanelli, che concluse il suo “Incontro” con queste parole: «Lo guardo di nuovo: è proprio un gran vecchio. Lo dicono duro, parziale, incapace di compromessi, passionale, ingiusto, violento. Ma un gran vecchio. Uno degli ultimi grandi vecchi che sanno volere quello che vogliono e vivere, a quell'età, come se non dovessero morire mai».